# Montepaone
Montepaone är en ort och kommun i provinsen Catanzaro i regionen Kalabrien i Italien. Kommunen hade 5 540 invånare (2018).